# Voice of Ruin
 (novembre 2018).
Voice Of Ruin est un groupe de metal suisse formé en 2008 qui cumule plus de deux-cents concerts à son actif dans le monde (Asie, Europe, Russie). Le groupe s'est notamment produit dans de nombreux festivals dont le Metaldays en 2018 et 2019. Le deuxième album de Voice Of Ruin, Purge and Purify (2017), a été produit par Romesh Dodangoda (Motörhead, Bring Me The Horizon, Sylosis...) en Angleterre (Studios Rockfield et Long Wave Recording Studio). En septembre 2019, le groupe sort son troisième album Acheron (2019) produit et enregistré par Henrik Udd et Fredrik Nordström (In Flames, Arch Enemy, Architects, Dimmu Borgir...) en Suède (Studio Fredman (en)).

## Biographie
Le groupe se forme en 2008 à Nyon en Suisse. En 2009, il donne ses premiers concerts et enregistre une première démo. Une deuxième démo, composée de neuf titres, sort en 2011 sur le label Heimathome Records. Tout au long de l'année 2011, le groupe ne cesse de promouvoir ce nouveau disque qui reçoit de bonnes réactions de la presse. Entre 2010 et 2011, Voice Of Ruin ouvre pour de nombreuses pointures internationales telles que Entombed, Caliban, Textures, Tankard, Sylosis, God Dethroned ou encore Benighted. 
En 2012, le groupe donne une belle série de concerts dans toute la Suisse et part pour une tournée en Russie et en Ukraine. En 2013, Voice Of Ruin travaille d'arrache pieds sur l'écriture de son premier véritable album et est sélectionné comme l'un des cinq meilleurs groupes de metal suisse par Swiss Live Talents. 
C'est en avril 2014 que le groupe sort son premier album Morning Wood sur le label Tenacity Music. Quelques jours après la sortie, le groupe part en tournée au Japon en support de The Black Dahlia Murder et Fleshgod Apocalypse. Ces grosses actualités permettent à Voice Of Ruin d'obtenir un grand nombre d'interviews dans les principaux médias suisses et internationaux. La deuxième partie de l'année est consacrée à la promotion de ce nouvel album sur scène au travers d'une tournée européenne.
En début d'année 2015, le groupe sort un nouvel EP intitulé Consumed. Ce dernier est constitué de deux titres inédits et de quatre remixes, dont un duo avec la mythique chanteuse française Desireless. Ce CD permet au groupe de partir une nouvelle fois en tournée à travers l'Europe en compagnie des népalais d'Underside. S'ensuit des dates prestigieuses ainsi qu'une belle couverture médiatique. En fin d'année 2015, Voice Of Ruin se produit dans la salle Les Docks de Lausanne, en ouverture de Children Of Bodom.
En octobre 2016, Voice Of Ruin s'envole pour l'Angleterre afin d'y enregistrer son deuxième album produit, enregistré et mixé par Romesh Dodangoda, un producteur de renom basé à Cardiff. Ce dernier a travaillé avec des groupes tels que Motörhead et Bring Me The Horizon. Purge and Purify sort sur Tenacity Music le 12 mai 2017 et permet au groupe de s'imposer comme l'un des principaux groupes de metal du pays. 
Après cette sortie, Voice Of Ruin sort de nombreux vidéoclips, enchaine les concerts en Europe et se produit sur plusieurs festivals d'été. Au cours de l'année, le groupe a également l'occasion de faire de nombreuses premières parties en Suisse et en France dont celles de Sepultura, Samael, Children Of Bodom ou encore Suicide Silence. En automne 2017, le groupe s'envole pour une tournée en Inde et au Népal avec comme point d'orgue un live au Silence Festival devant plus de deux-mille personnes.
En 2018, le groupe se produit sur plusieurs festivals de renom dont le Metaldays, le Sylak Open Air, le Free & Easy Festival et le Rock Altitude Festival. Cette même année, Voice Of Ruin est cité par Vice (magazine) comme étant l'un des groupes de metal suisse qui représente le mieux le pays.
Fin 2018, Voice Of Ruin s'envole pour Göteborg, en Suède, et travaille avec les producteurs Henrik Udd et Fredrik Nordström pour l'enregistrement de son troisième album studio. Ce nouvel album, intitulé Acheron, sort le 27 septembre 2019 sur le label Tenacity Music. Le premier single Thanatophobia est présenté par le média américain Metal Injection (ru).

## Membres
- Randy Schaller - chant (depuis 2008)
- Erwin Bertschi - basse (depuis 2010)
- Nicolas Haerri - guitare (depuis 2015)
- Darryl Ducret - guitare (depuis 2016)
- Dario Biner - batterie (depuis 2015)

## Discographie

### Albums studio
- 2014 : Morning Wood
- 2017 : Purge and Purify
- 2019 : Acheron
- 2023 : Cold Epiphany

### EP et démos
- 2009 : The Crash (démo)
- 2011 : Voice Of Ruin (démo)
- 2015 : Consumed (EP)